# La Forêt-Sainte-Croix
La Forêt-Sainte-Croix är en kommun i departementet Essonne i regionen Île-de-France i norra Frankrike. Kommunen ligger i kantonen Méréville som tillhör arrondissementet Étampes. År 2022 hade La Forêt-Sainte-Croix 153 invånare.

## Befolkningsutveckling
Antalet invånare i kommunen La Forêt-Sainte-Croix
| Referens: INSEE |